# Concerto per pianoforte e orchestra (Clementi)

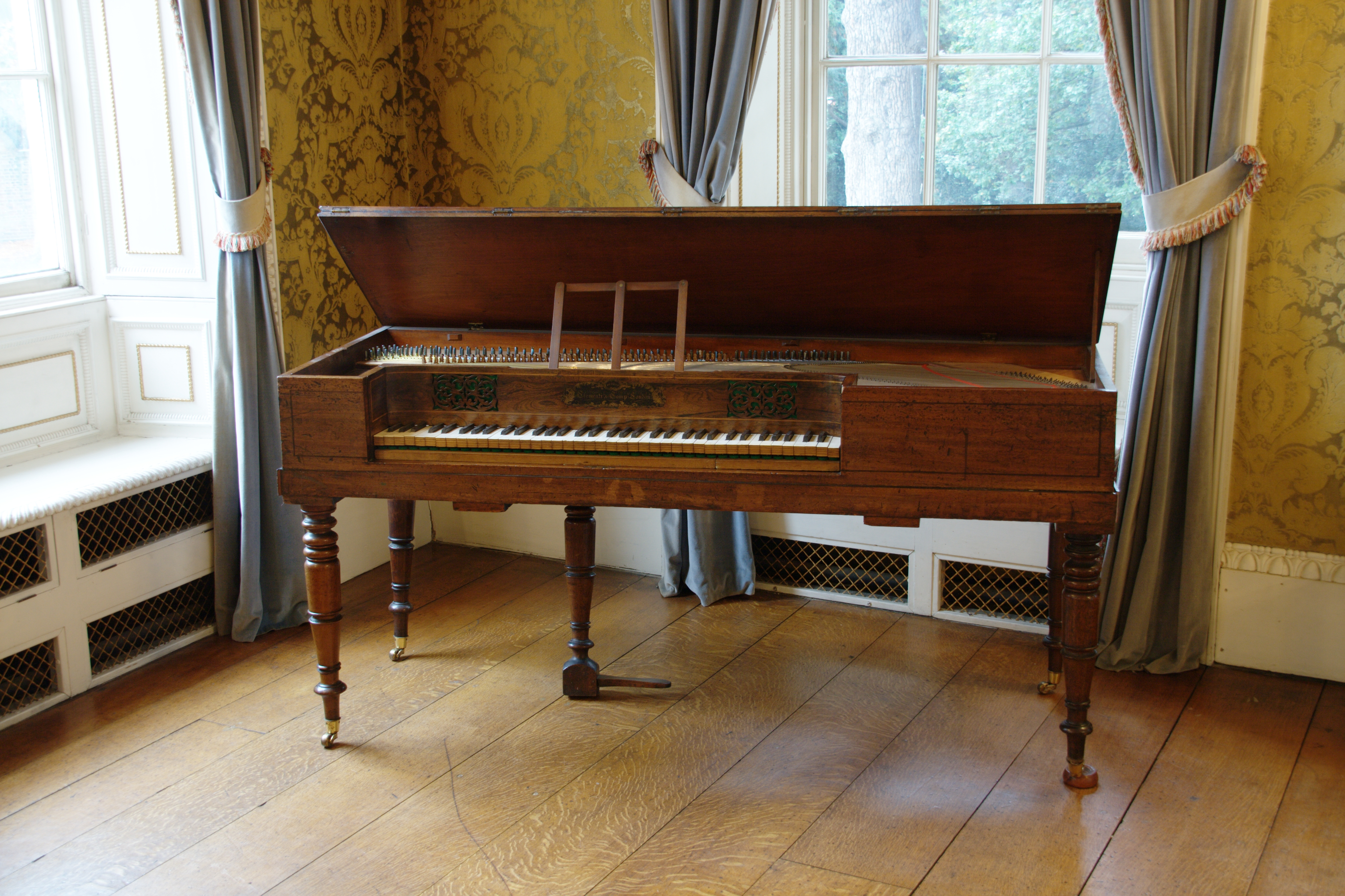
Il pianoforte di Muzio Clementi.

Il Concerto per pianoforte e orchestra in Do maggiore è il solo concerto per pianoforte composto da Muzio Clementi, scritto nel 1796  . Tuttavia, il compositore scrive espressamente la possibilità di eseguire questo concerto, con una durata complessiva di circa venti minuti, anche sul clavicembalo.

## Struttura
Questo concerto classico si suddivide nei tre canonici movimenti.

### Allegro con spirito
La composizione si apre con uno spensierato tema musicale dapprima eseguito dall'orchestra, successivamente ripreso e sviluppato dal pianoforte in assolo. I timpani donano al movimento un carattere giocoso e solenne.

### Adagio e cantabile, con grande espressione
Il movimento centrale, simile a una romanza, è un pezzo meditativo e, come lo si deduce anche dal titolo, molto espressivo. Qui gli archi si alternano allo strumento solista e lo accompagnano nell'esecuzione di frasi musicali assai delicate.

### Presto
La parte conclusiva del concerto, come da tradizione, è il movimento più rapido e virtuosistico, in cui il pianoforte esegue il tema accompagnato dall'intero gruppo orchestrale.